# Cicloalquino
En química orgánica, un cicloalquino es el análogo de un alquino. Un cicloalquino consta de un anillo cerrado de átomos de carbono que contiene uno o más enlaces triples. Los cicloalquinos tienen una fórmula general CnH2n-4. Debido a la naturaleza lineal de la unidad de alquino C–C≡C–C, los cicloalquinos pueden estar muy tensos y solo pueden existir cuando la cantidad de átomos de carbono en el anillo es lo suficientemente grande como para proporcionar la flexibilidad necesaria para adaptarse a esta geometría. Los carbociclos grandes que contienen alquinos pueden estar prácticamente sin tensión, mientras que los constituyentes más pequeños de esta clase de moléculas pueden experimentar tanta tensión que aún no se han observado experimentalmente. El ciclooctino (C8H12) es el alquino más pequeño capaz de aislarse y almacenarse como un compuesto estable. A pesar de esto, se pueden producir y atrapar cicloalquinos más pequeños a través de reacciones con otras moléculas orgánicas o mediante la formación de complejos con metales de transición.

## Propiedades

El tamaño del anillo determina la estabilidad de los cicloalquinos simples

Debido a las importantes restricciones geométricas impuestas por la funcionalidad R–C≡C–R, los cicloalquinos más pequeños que el ciclodecino (C10H16) dan como resultado estructuras altamente deformadas. Mientras que el ciclononino (C9H14) y el ciclooctino (C8H12) son compuestos aislables (aunque fuertemente reactivos), el cicloheptino (C7H10), ciclohexino (C6H8) y ciclopentino (C5H6) solo existen como intermedios de reacción transitorios o como ligandos que se coordinan con un centro metálico. Hay poca evidencia experimental que respalde la existencia de ciclobutino (C4H4) o ciclopropino (C3H2), además de estudios que informan el aislamiento de un complejo de osmio con ligandos de ciclobutino. Los estudios iniciales que demostraron la intermediación transitoria de los cicloalquinos de siete, seis y cinco carbonos se basaron en atrapar el alquino de alta energía con un compañero de reacción adecuado, como dienos cíclicos o compuestos diazo para generar productos de Diels-Alder o diazoalcano de cicloadición 1,3-dipolar, respectivamente. Los cicloalquinos estables de anillos pequeños se han aislado posteriormente en complejos con varios metales de transición como el níquel, el paladio y el platino . A pesar de que durante mucho tiempo se consideraron curiosidades químicas con aplicaciones sintéticas limitadas, trabajos recientes han demostrado la utilidad de los cicloalquinos tensos tanto en la síntesis total de productos naturales complejos como en la química bioortogonal .

## Tensión angular
La tensión anular en los cicloalquinos surge de la deformación del ángulo de enlace R–C≡C que debe ocurrir para adaptarse a la geometría molecular de los anillos que contienen menos de diez carbonos. Las energías de deformación asociadas con el ciclononino (C9H14) y el ciclooctino (C8H12) son aproximadamente 2,9 kcal/mol y 10 kcal/mol, respectivamente. Esta tendencia al alza en la energía de los constituyentes aislables de esta clase es indicativa de un rápido aumento de la tensión angular con una correlación inversa con el tamaño del anillo. El análisis por espectroscopía de fotoelectrones ha indicado que el enlace alquino en sistemas cíclicos pequeños está compuesto por dos enlaces π no degenerados – un enlace tensionado altamente reactivo perpendicular a un enlace π de menor energía. La cis-flexión del ángulo de enlace R–C≡C da como resultado la reducción drástica de la energía del orbital molecular desocupado más bajo, un fenómeno que explica la reactividad de los cicloalquinos tensos desde la perspectiva de la teoría de orbitales moleculares .

## Síntesis
Los esfuerzos iniciales hacia la síntesis de cicloalquinos tensos mostraron que los cicloalquinos podrían generarse mediante la eliminación del ácido clorhídrico del 1-cloro-cicloalqueno con un rendimiento modesto. El producto deseado podría obtenerse como una mezcla con el aleno correspondiente como producto principal.
El trabajo adicional en esta área tuvo como objetivo desarrollar condiciones de reacción más suaves y generar rendimientos más sólidos. Para eludir la generación del aleno no deseado, se adaptó el método de Kobayashi para la generación de arino para la síntesis de cicloalquinos.
Más recientemente, Fujita desarrolló un método superior para generar cicloalquinos tensos. Implica la β-eliminación inducida por bases de sales de vinil yodonio . El vinil yodonio demostró ser un precursor sintético particularmente útil para los cicloalquinos tensos debido a su alta reactividad que surge de la fuerte capacidad de extracción de electrones de las especies de yodo cargadas positivamente, así como la capacidad del grupo saliente del yodonio.
Además de las vías de eliminación descritas, los cicloalquinos también se pueden obtener mediante la oxidación de bishidrazonas cíclicas con óxido de mercurio, así como mediante la descomposición térmica de selenadiazol.

## Reacciones
Los cicloalquinos tensados pueden sufrir todas las reacciones de adición típicas de los alquinos de cadena abierta. Debido a la naturaleza activada del triple enlace carbono-carbono cíclico, muchas reacciones del tipo de adición de alquino, como las de Diels-Alder, las cicloadiciones 1,3-dipolares y la halogenación, se pueden realizar en condiciones muy suaves y en ausencia de los catalizadores frecuentemente necesarios para acelerar la transformación en un sistema no cíclico. Además de la reactividad de los alquinos, los cicloalquinos pueden sufrir una serie de transformaciones únicas y sintéticamente útiles.

### Inserción del anillo de ciclohexina
Un modo de reactividad particularmente intrigante es la inserción del anillo de la ciclohexina en las cetonas cíclicas. La reacción es iniciada por la generación mediada por alcóxido de la especie de cicloalquino reactivo in situ, seguida por la α-desprotonación de la cetona para producir el enolato correspondiente. Luego, los dos compuestos se someten a una fotocicloadición [2+2] formal para producir un ciclobutanolato intermedio altamente inestable que se descompone fácilmente en el producto enona .
Esta reacción se utilizó como el paso clave en la síntesis total de guanacastapenos O y N de Carreira. Esto permitió la construcción conveniente del sistema de anillos 5-7-6 y proporcionó mangos sintéticos útiles para la funcionalización posterior.

### Reacción de clic sin cobre con ciclooctino
El ciclooctino, el cicloalquino aislable más pequeño, puede someterse a la cicloadición Huisgen de azida-alquino en condiciones fisiológicas suaves en ausencia de un catalizador de cobre (I) debido a la tensión. Esta reacción ha encontrado una amplia aplicación como transformación bioortogonal para la obtención de imágenes de células vivas. Aunque se conocía la variante suave de la reacción catalizada por cobre, CuAAC (cicloadición de azida-alquino catalizada por cobre) con alquinos lineales, el desarrollo de la reacción libre de cobre fue significativo porque proporcionó una reactividad fácil y eliminó la necesidad de un catalizador de metal tóxico.